# Reinhartshausen (Bobingen)
Reinhartshausen ist ein Pfarrdorf und Ortsteil der Stadt Bobingen im schwäbischen Landkreis Augsburg in Bayern (Deutschland).

## Lage
Es liegt in den Stauden auf der Gemarkung Reinhartshausen, auf der auch das Dorf Burgwalden liegt. Die Kreisstraße A 13 führt von Mickhausen über Waldberg, Reinhartshausen, Straßberg und Bobingen-Siedlung nach Bobingen.

## Geschichte
Reinhartshausen war bis zum 1. Juli 1972 eine selbstständige Gemeinde mit den Gemeindeteilen Reinhartshausen und Burgwalden und wurde im Zuge der Gebietsreform in Bayern nach Bobingen eingemeindet.
Die katholische Pfarrei Sankt Laurentius in Reinhartshausen gehört zum Dekanat Schwabmünchen im Bistum Augsburg. Zur Pfarrei gehören auch noch die Ortschaften Burgwalden und Hardt.

## Persönlichkeiten
- Josef Dilger (* 1899 in Marxheim-Neuhausen; † 1972 in Reinhartshausen), deutscher Maler, Graphiker, Musiker und Lehrer